# Ostavinski postupak
Ostavinski postupak je izvanparnični postupak koji se pokreće povodom smrti fizičke osobe. Provodi ga sud ili javni bilježnik kao ovlaštenik suda, a obuhvaća niz radnji tijela koje provodi postupak i stranaka u postupku, s ciljem utvrđivanja nasljednopravnih učinka, odnosno utvrđivanja:
- ostaviteljevih nasljednika,
- sastav ostavine,
- prava koja pripadaju pojedinim nasljednicima, zapisovnicima (legatima) i drugim osobama.

Skup pravnih pravila kojima se određuje ostavinski postupak naziva se formalnim nasljednim pravom. 
Ostavinski postupka u pravnom sustavu Republike Hrvatske, kao svaki izvanparnični postupak, uređen je po načelima: 
- oficioznosti - sudovi po službenoj dužnosti pokreću ostavinski postupak zbog smrti osobe čim za to sazna (u pravilu po primitku smrtovnice). Dispozicija (slobodno raspolaganje) stranaka je ograničena.
- inkvizitornosti (istražnosti) - incijativa za prikupljanje dokaza je na sudu, iako sud uzima u obzir i dokaze koje su mu podastrle stranke postupka.
- neinzistiranja na kontradiktornosti, usmenosti i neposrednosti - ne inzistira se, kao u parničnom postupku, da se stranka izjasni o navodima protivnika (jer u izvanparničnom postupku ne mora imat protivnika). Nije nužno vođenje usmene rasprave pred sudom, jer se nasljednička izjava može poslati sudu i u pismenom obliku, a time je i ublažen zahtjev neposrednosti.
- supsidijarne primjene odredbi parničnog postupka - u nedostatku nekog pravila o vođenju izvanparničnog postupka, analogno se primjenjuju pravila parničnog postupka.
- upućivanja stranaka da sporna prethodna pitanja riješe u parnici
- dvostupnjevanosti - sud donosi rješenje protiv kojeg je dopuštena žalba.
- posebne zaštite nespobnih osoba ili pomoć neukim strankama - sud se posebno brine o maloljetnicima, punoljetnim osobama bez poslovne sposobnosti ili s ograničenom sposobnošću, te u pogledu onih osoba kojima je boravište nepoznato, ali i svim drugim strankama koje nisu dovoljno sposobne da se same brinu o sojim pravima i obvezama.
- snošenja vlastitih troškova postupka - stranke su dužne snositi trošak sudskog postupka.

## Nadležnost za vođenje ostavinskog postupka u Hrvatskoj
Nadležnost za vođenje ostavinskog postupka može biti apsolutna i relativna.
Pravilima o apsolutnoj ili sudskoj nadležnosti daje se odgovor na pitanje što spada u djelokrug domaćih sudova, odnosno postavlja se razgraničenje domaćih sudova od stranih tijela, ali i ostalih domaćih tijela (npr. arbitražnih sudova, upravnih tijela i dr.). Osnovno je pravilo za određivnje sudske (apsolutne) nadležnosti domaćeg suda u ostavinskom postupku forum rei sitae (lat. sud mjesta gdje stvar leži - nadležan je onaj sud na čijem se području nalazi ostavinska masa). 
Za raspravljanje nepokretne ostavine (nekretnina) isključivo je nadležan mjesta gdje se takva ostavina nalazi, bez obzira radi li se o stranom državljaninu ili domaćem.
Postoje i određene iznimke, ovisno o tome gdje se nalazi ostavinska masa (u inozmenstvu ili u zemlji suda), državljanstvo ostavitelja (strani državljanin, državljanin zemlje suda, osoba bez državljanstva), vrsta objekta nasljednog prava (nekretnina, pokretnina). U Republici Hrvatskoj nadležnost hrvatskog suda uređena na sljedeći način: 
- ako je ostavitelj u trenutku smrti državljanin Republike Hrvatske, a ostavinska masa nalazi se na području Hrvatske, tada postoji nadležnost hrvatskog suda, a ako se ostavinska masa nalazi u inozemstvu, supsidijarno je nadležan hrvatski sud, ako strano tijelo nije nadležan ili odbije provesti postupak;
- ako je ostavitelj u trenutku smrti strani državljanin, nadležan je hrvatski sud samo u pogledu onog dijela ostavinske mase koja se nalazi na području Republike Hrvatske;
- ako je ostavitelj apatrid (osoba bez državljanstva), ili se ne može utvrditi državljanstvo, ili je izbjeglica nadležan sud u Repubici Hrvatskoj u pogledu ostavinske mase koja se nalazi na području Hrvatske, a ujedno je i nadležan za ostaviteljeve pokretnine u inozemstvu ako je ostavitelj imao prebivalište u Hrvatskoj.

Pravilima o relativnoj nadležnost razgraničuje se djelokruga poslova u okviru domaćeg sudskog sustava, odnosno određuje se koji će konkretno domaći sud od svih drugih domaćih sudova postupati u određenom ostavinskom predmetu. Razlikuje se:
- stvarna nadležnost - pravilima o određivanju stvarne nadležnosti daje se odgovor na pitanje koja je vrsta sudova nadležna postupati u ostavinskim predmetima (npr. općinski sud, županijski sud, trgovački sud, prekršajni sud). U Republici Hrvatskoj za vođenje ostavinskih postupaka nadležni su općinski sudovi, odnosno javni bilježnik kao ovlaštenik suda.
- mjesna nadležnost - pravilima o određivanju mjesne nadležnosti daje se odgovor na pitanje koji će od više stvarno nadležnih sudova biti nadležan za postupanje. U Hrvatskoj će to biti općinski sud na čijem je području ostavitelj u trenutku smrti imao prebivalište ili barem boravište, a podredeno sud na čijem se području nalazi pretežni dio ostavinske mase, ako ostavitelj u vrijeme smrti nije imao ni prebivalište ni boravište u Hrvatskoj. Ako se nijedan dio ostavine ne nalazi u Hrvatskoj, mjesno je nadležan sud prema mjestu gdje je ostavitelj upisan u knjigu državljana.

Stranke (nasljednici i legatari) ne mogu sporazumno mijenjati nadležnost suda u ostavinskom postupku.

## Tijek postupka

### Radnje koje prethode
- Sastavljanje smrtovnice
- Popis ostaviteljeve imovine
- Osiguranje ostavine
- Proglašenje oporuke

## Poveznice
- Nasljedno pravo

## Vanjske poveznice
- Zakon o nasljeđivanju